# 北京工美集团有限责任公司王府井工美大厦

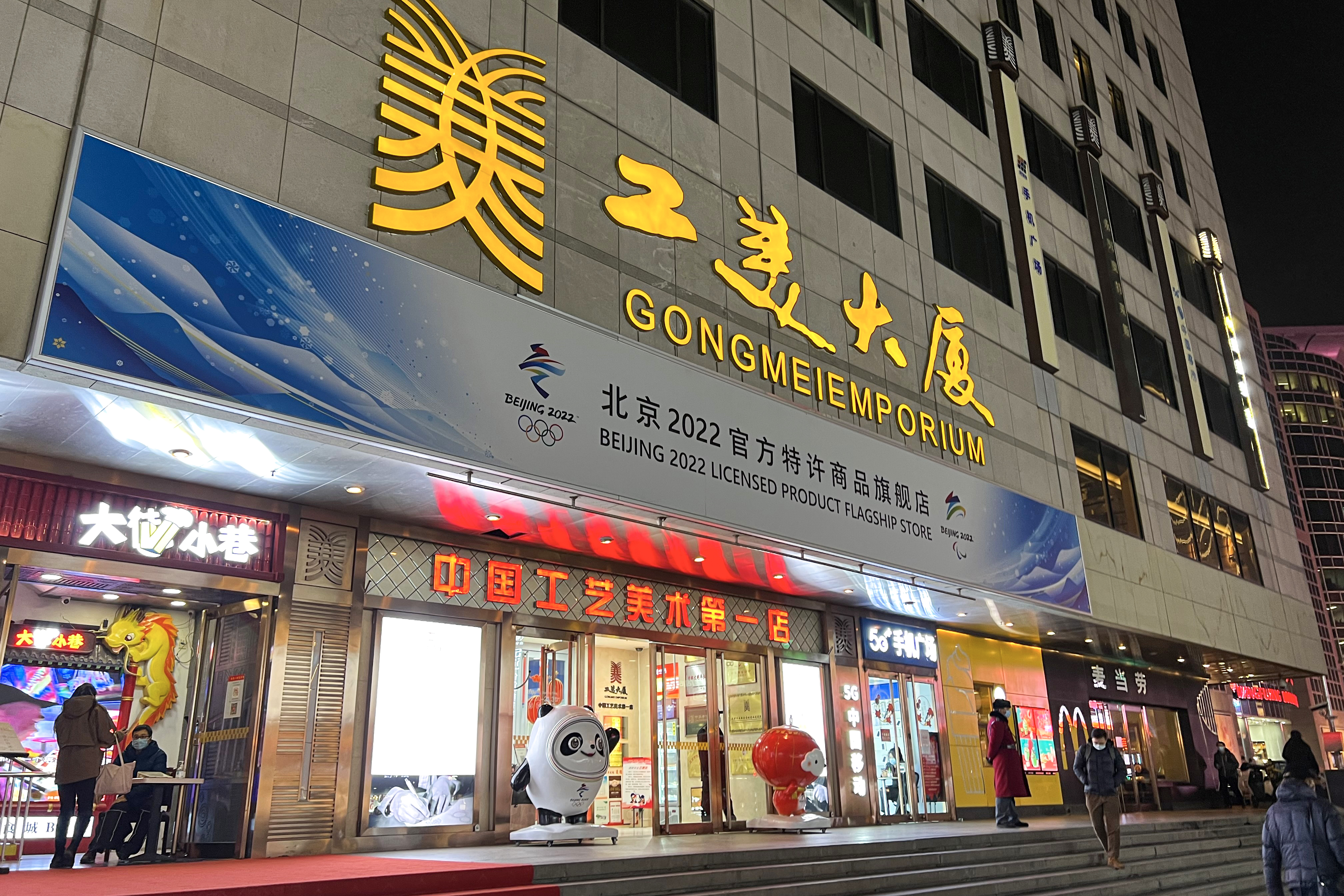
工美大厦入口（2022年1月摄）

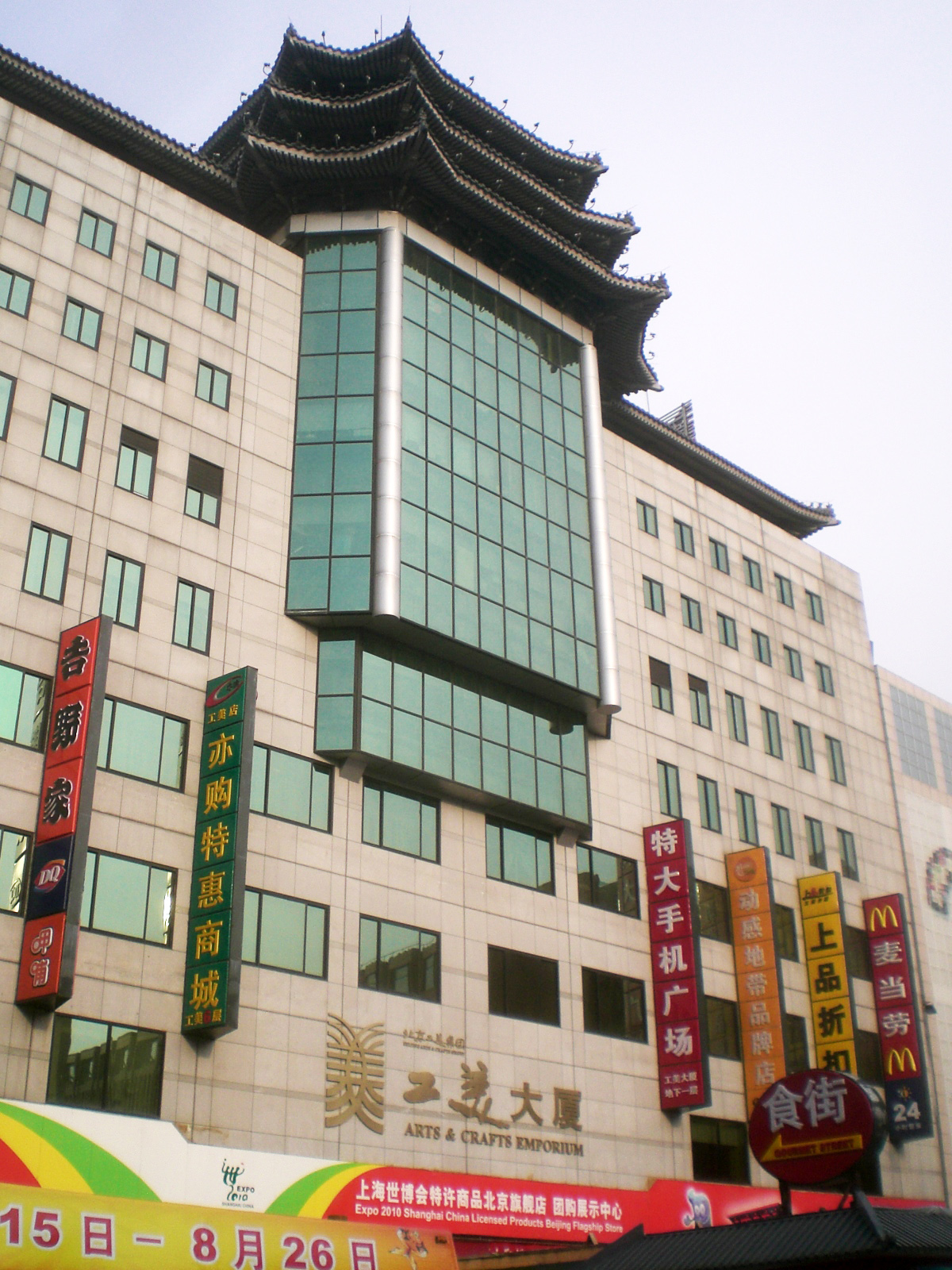
工美大厦

北京工美集团有限责任公司王府井工美大厦位于中国北京市东城区王府井大街，是北京工美集团有限责任公司下属的骨干企业及窗口单位。

## 简介
王府井工美大厦，原名“北京工艺美术服务部”，始建于1954年10月。如今，该大厦是一幢地上九层、地下四层，建筑面积3.2万平方米，经营面积2.7万平方米的商厦。其中，一层为黄金珠宝商场，二层为工艺旅游商场，三层为特艺礼品商场，四层为玉石文化商场、北京工艺美术博物馆，五层为上品折扣商场，六层为亦购特惠商场，七层至九层为高档写字间，B层为手机广场，B1层为王府井美食广场，B2层为双层机械停车场。
该大厦是中华人民共和国历史最久、规模最大、品种最全的工艺美术品专营店。先后获得“中华老字号”、“中国商业名牌企业”、“中国商业服务名牌”、“全国商业顾客满意企业”等荣誉，被誉为“中国工艺美术第一店”。该大厦是2008年北京奥运会和2022年冬季奥林匹克运动会特许商品旗舰店。
北京工艺美术博物馆王府井分馆位于该大厦四层。北京工艺美术博物馆是北京市第一家专业性工艺美术博物馆，创建于1987年夏，隶属于北京工美集团有限责任公司。该博物馆的馆藏品共3800多件，以中国传统工艺美术品，特别是北京的“四大名旦”（玉雕、牙雕、景泰蓝、雕漆）为主，兼藏国画、花丝、青铜、瓷器、金漆、木雕、刺绣等工艺品。

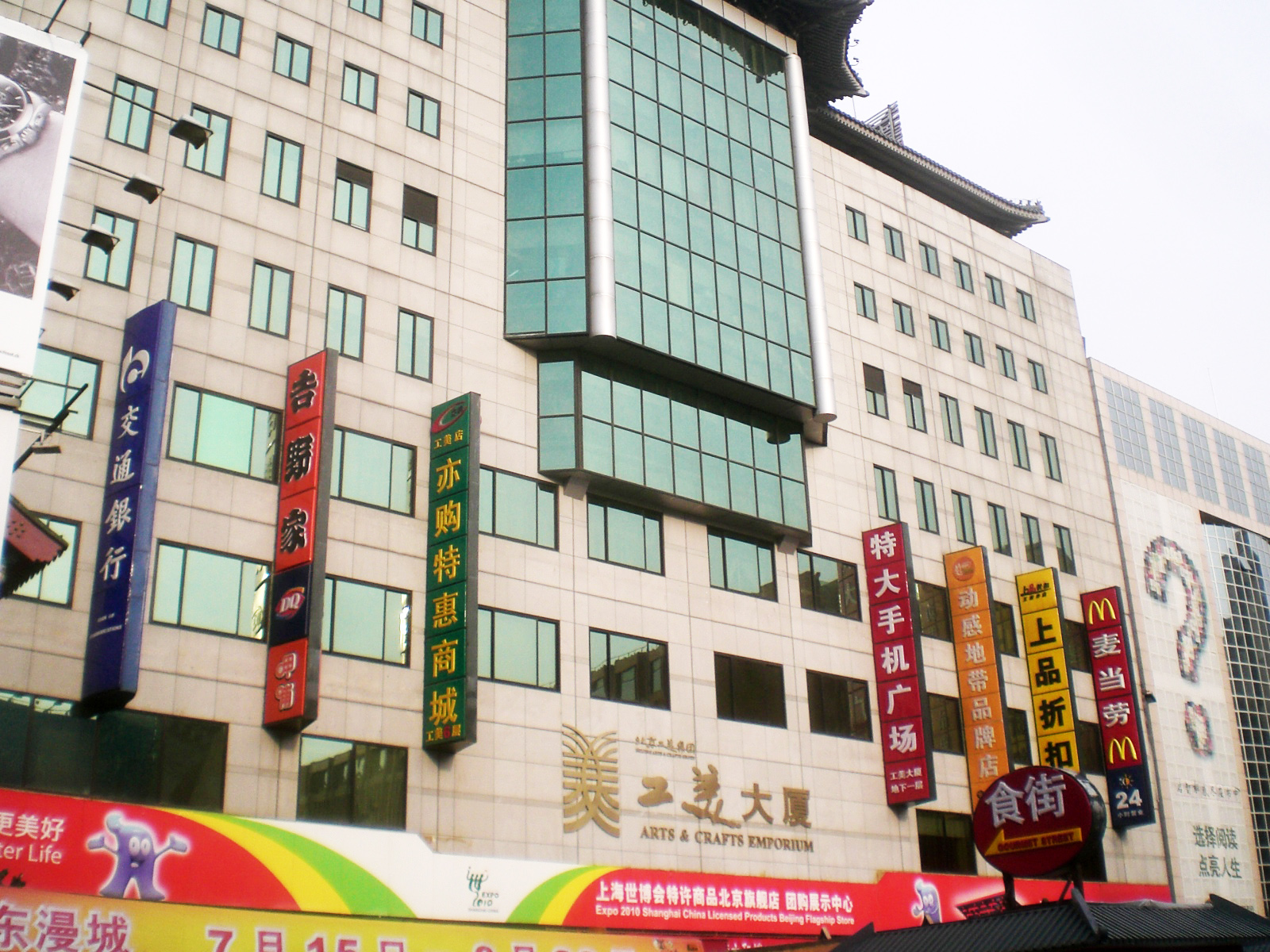
工美大厦
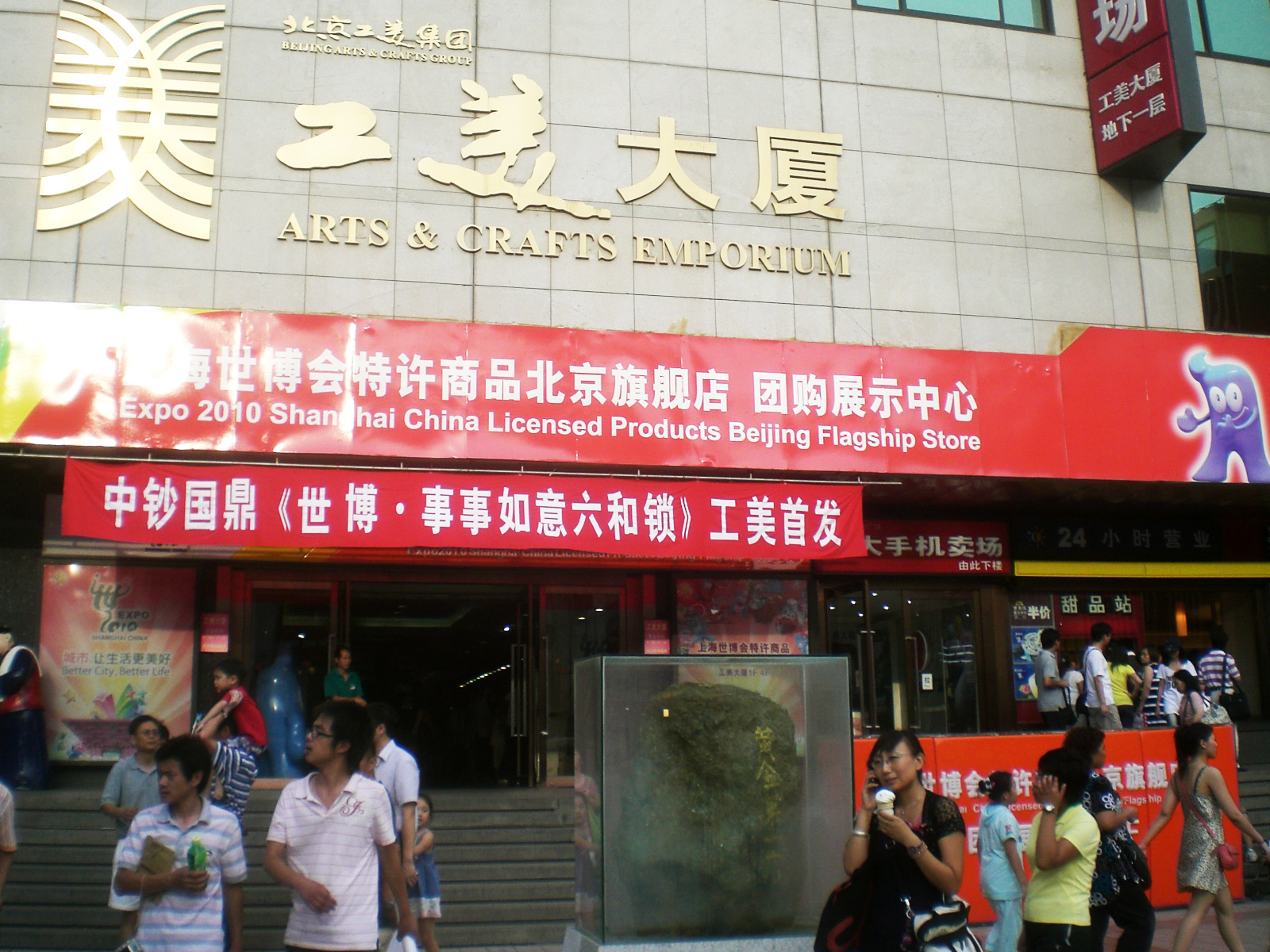
工美大厦
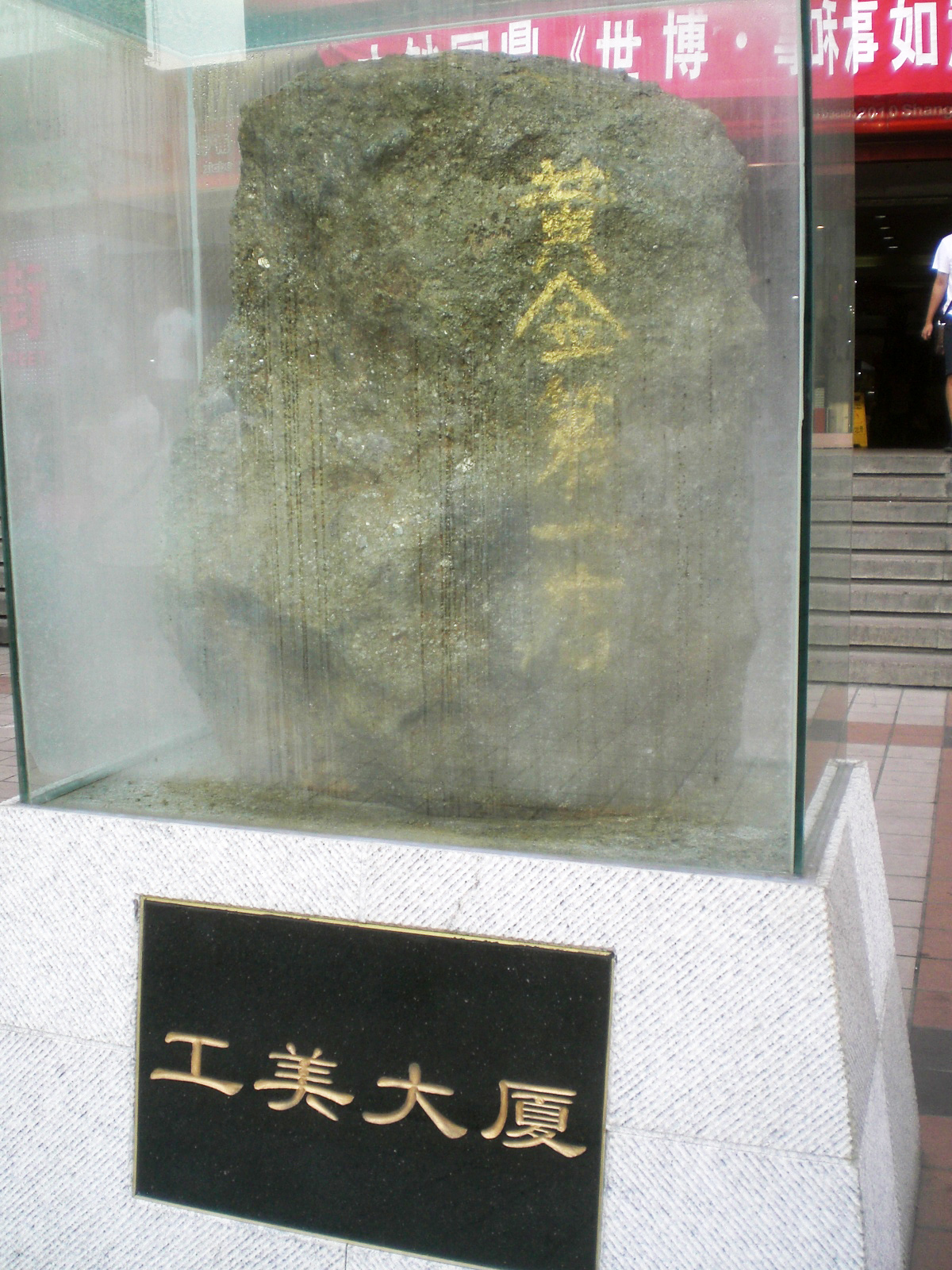
工美大厦门前摆放的“黄金第一店”石
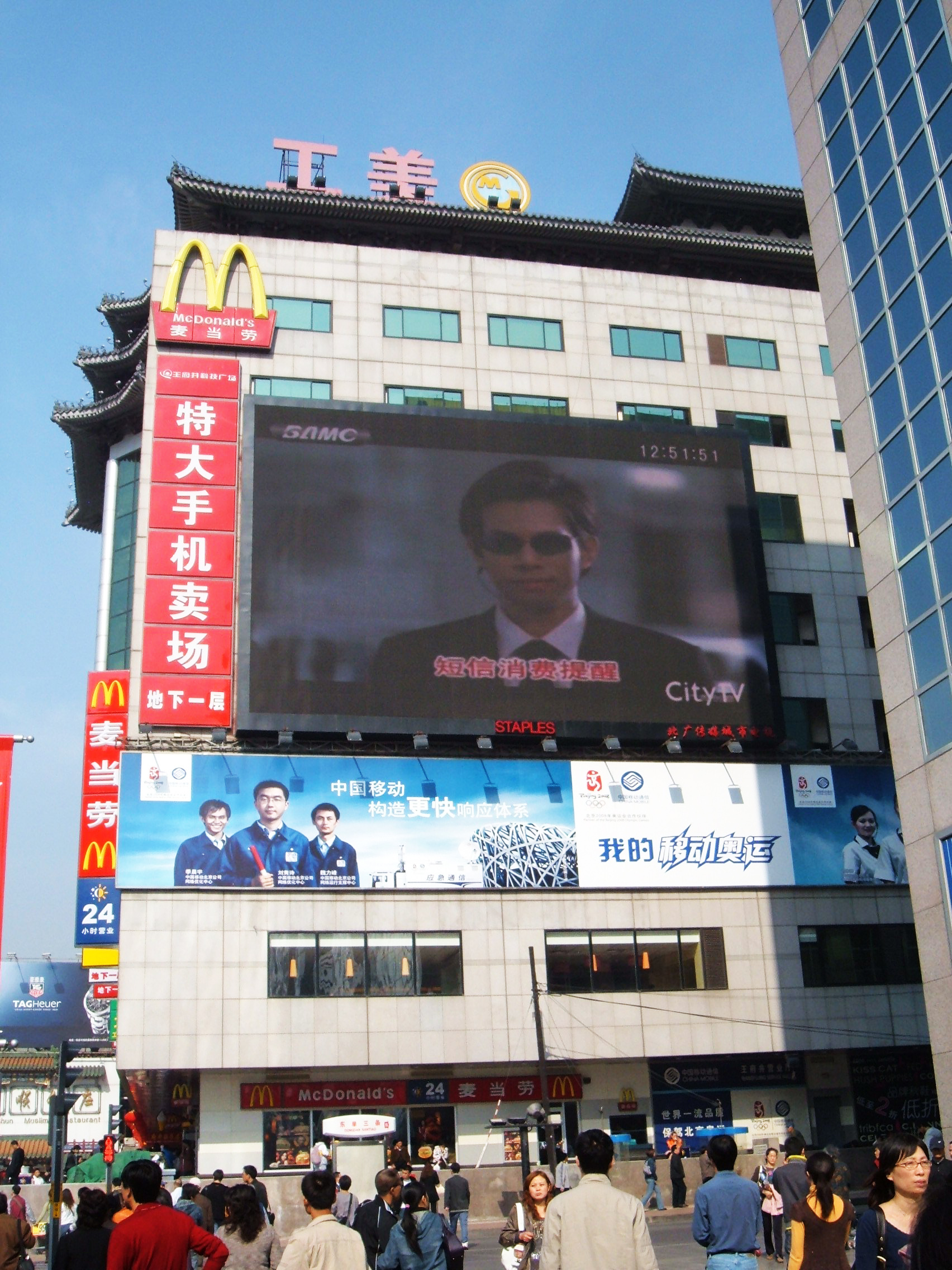
工美大厦南侧